# Fiat Freemont
Fiat Freemont je SUV představené automobilkou FIAT v roce 2011. Jedná se o Dodge Journey, upravený pro evropský trh. Freemont i jeho o 3 cm nižší dvojče (Journey) se vyrábí v mexické Toluce a ve spojených státech v továrně Chrysleru. V nabídce Fiatu nahradil Freemont automobily Fiat Croma a MPV Fiat Ulysse a Fiat Multipla.